# Polyzonus hefferni
Polyzonus hefferni är en skalbaggsart som beskrevs av Vives, Bentanachs, Chew Kea Foo, Bentanachs och Chew Kea Foo 2008. Polyzonus hefferni ingår i släktet Polyzonus och familjen långhorningar. Inga underarter finns listade i Catalogue of Life.